# Gränsen (1995)
Gränsen, originaltitel Grænsen, är en dansk-svensk kortfilm från 1995 i regi av Reza Parsa. I rollerna ses bland andra Susan Taslimi, Nasim Khodadadi och Sten Ljunggren.

## Handling
Handlingen utspelar sig i ett klassrum i en svensk skola. En kvinna håller en manlig lärare samt en pojke och flicka i elvaårsåldern som gisslan under vapenhot. I rummet finns även kvinnans tioåriga dotter. Kvinnan har fått avslag på sin asylansökan och kräver att få tala med statsministern för att vädja till svenska folket att låta dottern stanna. Kvinnans desperation tilltar och hon pressas att låta gisslan och därefter dottern lämna rummet. Ensam där tar hon sitt liv.

## Rollista
- Susan Taslimi – Aisha
- Nasim Khodadadi
- Sten Ljunggren – polis
- Claes Ljungmark
- Nina Gunke – polis
- Robin Milldoff
- Kenneth Milldoff
- Mathilde Simonsen-Hebrand

## Om filmen
Gränsen producerades av Tina Dalhoff för Den Danske Filmskole, Danmarks Radio och Film i Väst. Filmen spelades in efter ett manus av Parsa och Gert Duve Skovlund och fotades av Per Fredrik Skiöld. Den klipptes samman av Anne Østerud och musiken komponerades av Ole Arnfred. Filmen visades den 6 maj 1995 på Göteborgs filmfestival och har även visats av Sveriges Television 1996 och TV4 1998.
Filmen har belönats med en rad priser. Vid en filmfestival i München 1995 mottog den Young Talent Awards 1:a pris för bästa film och 100 000 kr. Skovlund och Parsa fick också varsitt hedersomnämnande. Vid en festival i Bergen 1995 fick den publikens pris på 10 000 kr samt juryns hedersomnämnande i kategorin bästa debutfilm. Vid Office Catholique Internationale du Cinéma 1995 erhöll specialpris för "viktigt mänskligt budskap" och vid The International School Film Festival i Mexiko samma år fick den pris för bästa film. 1996 mottog den en "student-Oscar" för bästa film vid Student Academy Award.